# Gremlin

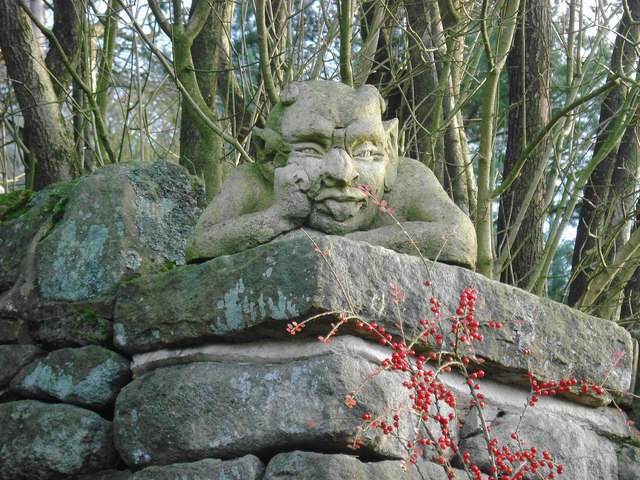
Scultura a Grindleford

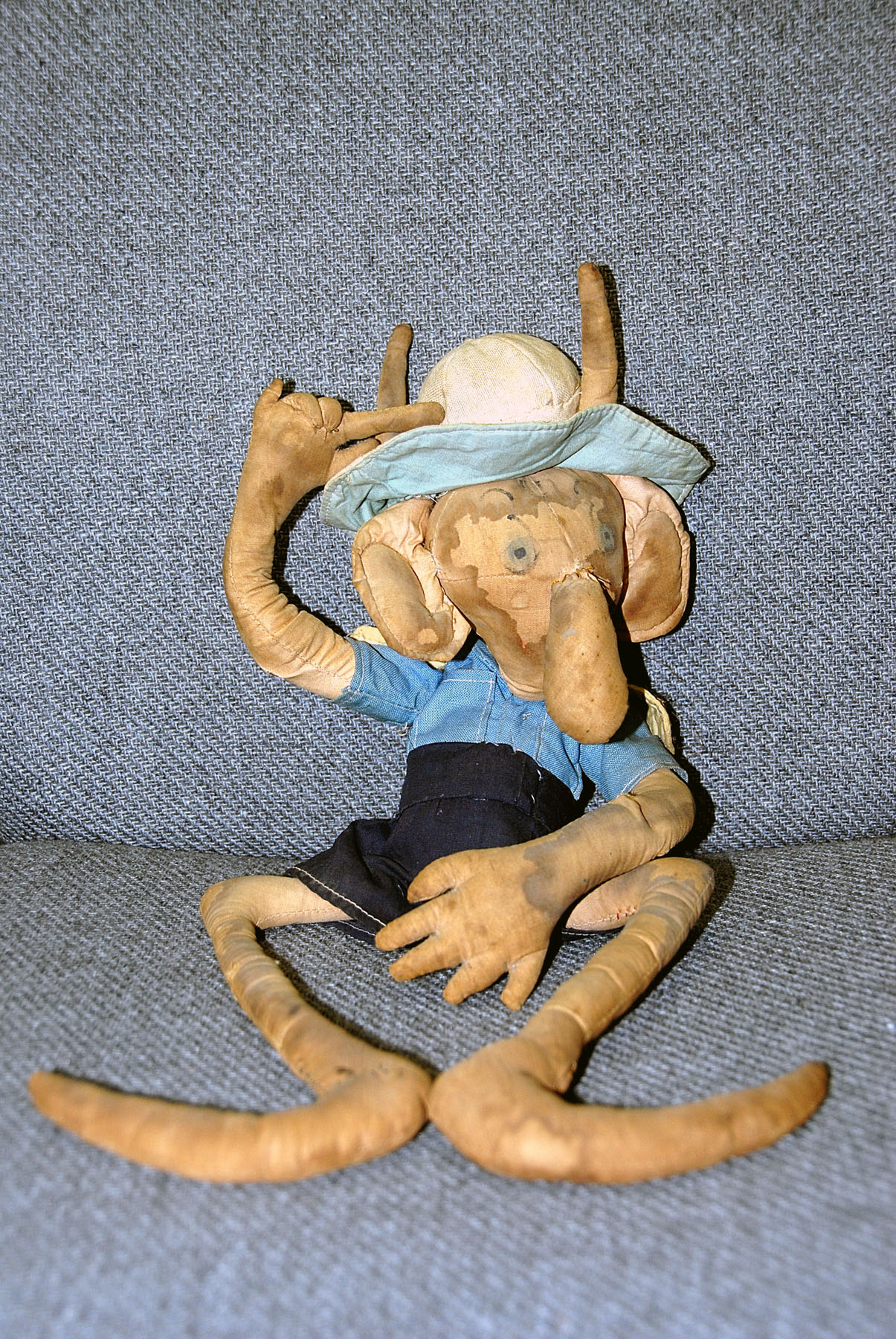
Mascotte portafortuna che volò col 482º Gruppo Bombardieri americano nel 1942-1945

Il gremlin è una creatura leggendaria del folklore e del fantasy. È un'entità il cui allineamento è orientato verso il male.

## Origini moderne
Malgrado sia spesso associato nei racconti ad altre creature mitologiche come elfi, gnomi e leprecani, le origini di questo mito sono molto recenti e sono state individuate: secondo i piloti della Royal Air Force britannica, i gremlins sono spiritelli scherzosi che sono specializzati nel sabotare gli aeroplani. In questo modo i piloti e il personale di supporto identificavano, in modo più o meno superstizioso, una causa per i frequenti inconvenienti meccanici a cui andavano soggetti i mezzi.
Ad aver diffuso la leggenda al di fuori degli ambienti dell'aeronautica sembra essere stato lo scrittore Roald Dahl che nel 1942 scrisse un racconto intitolato appunto The Gremlins, il cui manoscritto arrivò nelle mani di Walt Disney che pensò di utilizzarlo per alcuni cartoni animati di propaganda poi mai realizzati. I gremlins furono però ripresi in un fumetto della Disney e nelle Merrie Melodies della Warner Bros., dapprima come nemici di Bugs Bunny (nel cartone Falling Hare) e poi di Adolf Hitler in persona (nel cartone propagandistico Russian Rhapsody del 1943).
Da qui, questi esseri confluirono nella narrativa fantastica per poi passare in altri popolari mondi fantasy come quello del gioco di ruolo Dungeons & Dragons.
Il gremlin non può vantare di un'antropologia o un'iconografia "ufficiale", consolidata, esattamente come accade per il troll: il gremlin presenta un aspetto spesso diverso, solitamente variabile in base alla fantasia dello scrittore o alla sua cultura di provenienza.
Anche nel film Gremlins si può constatare come la rappresentazione di questa creatura sia del tutto soggettiva e versatile.
Il Gremlin appare ad alcuni una variante del goblin; talvolta le caratteristiche sono talmente simili che si presume siano la stessa identica creatura.
Alcuni racconti parlano di creature visibili solo a bambini piccoli. Alte circa 2 metri, di colore verde chiaro, orecchie lunghe e a punta, occhi rossi e bocca dai denti grandi, sporchi e gialli, vestiti con un saio francescano. Appaiono sulle prime ore dell'alba ai bambini fino ai cinque anni di età. Rimangono seduti davanti a loro e sorridono. Portano un messaggio da leggere nei loro occhi: ad esempio il bambino è dotato di qualche piccolo potere.

## Nei film
I gremlins sono stati i cattivi di due fortunati film degli anni '80: Gremlins e Gremlins 2 - La nuova stirpe, entrambi diretti da Joe Dante e con Zach Galligan e Phoebe Cates.
In questi film i gremlins sono creature squamose e un'ulteriore evoluzione dei Mogwai, creaturine simili a scimmiette pelose con lunghe orecchie a punta.
I Mogwai se devono essere accuditi non devono per nessun motivo violare tre regole:
- Stare lontani dalla luce forte, in particolare quella solare, che per loro è fatale.
- Non essere bagnati, poiché si moltiplicherebbero, in quanto asessuati.
- Non mangiare dopo la mezzanotte, perché poco dopo formerebbero bozzoli da cui uscirebbero i Gremlins.

Quando diventano Gremlins per loro contano solo i primi due divieti.
I Gremlins della versione cinematografica sono dipinti generalmente come esseri sadici e psicopatici (rendendosi responsabili della morte di alcune persone), mantenendo comunque la caratteristica caratteriale di base di creature vandaliche, inclini a compiere sabotaggi e seminare caos e disordine.

## Nel fantasy
Il gremlin compare, spesso con un'importanza secondaria, in alcuni romanzi fantasy di ambientazione medievale.
Vive in branco, in piccole comunità stabili o nomadi, ed è caratterizzato da un certo astio nei confronti delle razze umanoidi.
Solitamente il gremlin appare calvo e di colore verdognolo con grandi orecchie, il colore degli occhi spazia tra il rosso acceso ed il bianco, ha un'altezza di 120–150 cm, è capace di utilizzare arnesi da caccia o da combattimento quali bastoni, scudi o piccole asce, e predilige il combattimento tramite imboscate di gruppo rispetto al confronto in campo aperto.
È molto veloce ed infido, tende ad aggirare il suo nemico e a farlo oggetto ripetutamente di numerosi colpi atti a destabilizzarlo. 
In molte versioni i gremlins riescono a concepire anche una strategia militare più o meno rozza, dove è possibile vedere queste creature che da lontano attaccano con archi e da vicino con armi da mischia.
In alcune varianti indossano semplici armature di cuoio o vestiti in pellame, mentre assai raramente indossano armature pesanti.